# 가내수공업
가내수공업(家內手工業)이란 말 그대로 집 안에서 손수 물건을 만드는 것을 뜻한다.
예를 들면 과거 밭이나 논에서 볕단을 모아다가 초가집의 지붕을 만든다던가, 뒷산에서 나무를 해와 나뭇가지로 빗자루를 만든다던가 같은 간단한 것도 가내 수공업 생산품이 될 수 있다. 그 외에도 집에서 만든 물건을 같은 걸 장에 가지고 나가 파는 행위도 가내수공업의 연장이 될 수 있다. 그렇기 때문에 상업적 목적의 가내수공업은 일종의 자영업으로도 볼 수 있다.
조금 발전되면 집에서 베틀 돌려 짜는 직물, 마당에서 짜는 짚신이나 돗자리, 창고같은 작업실에서 뚝딱뚝딱 해서 만드는 목공품, 아예 고로나 모루같은 설비를 갖춘 대장간도 이에 포함된다.
수(手)공업이라고 부르기는 하지만, 오늘날에는 설령 기계를 이용할지라도 그 규모가 영세한 경우 여전히 "가내수공업"이라고 부르는 등 '수'보다는 '가내'에 좀 더 초점이 맞추어진다.

## 장점
1. 자급자족이 가능하다.
자신이 손재주가 있다면 DIY로 훨씬 저렴한 가격에 필요한 물건을 직접 만들어 인건비나 유통비를 절약할 수도 있다. 대형 유통망에 대한 의존으로부터 어느 정도 자유로워진다.
2. 생업과 가정생활의 병행이 가능하다.
가내 수공업이 주류였던, 즉 산업혁명 이전의 시기에는 여성의 경제성을 십분 활용할 수 있었다. 전통사회에서 여성의 (농경을 제외한) 경제활동 주류는 옷감을 짜는 직조, 공예품 제작 등의 가내수공업이었다. 예를 들어 손으로 짜는 정교한 레이스 같은 경우, 아이를 돌보면서도 틈틈히 짜서 시장에 내다 파는 게 가능하다. 반면 같은 레이스라도 공장에서 만드는 것이라면, 이 공장의 여성 직공은 아이가 생기는 즉시 퇴사해야 하는 것이다.[1] 또한 남편이 집에서 함께 일을 하기 때문에 남편이 자녀 일에 무심해지는 폐해도 막을 수 있다.
한국처럼 야근이 많아서 남편 얼굴, 아빠 얼굴 보기 힘든 상황에서는 남성의 존재감이 희미해지기 쉬운데, 가내수공업을 할 경우 자녀와 함께 일을 하면서 정서적인 교감을 나눌 수 있기 때문이다.

## 단점
1. 제품 품질이 고르지 못하다.
대규모 공장제 기계공업의 경우 재료만 투입하면 일정한 품질의 제품을 만들어낼수 있도록 세심하고 체계적인 관리가 이루어지지만, 가내수공업은 생산 조건이나 제작자의 숙련도 등이 일정하지 못하므로 그 결과물의 품질이 제각각이 된다.
예를 들어 소총 정도의 기계만 되어도 이름난 건스미스같은 장인이 아닌 이상 그 품질을 장담하기 어려워 치명적인 문제가 되는데, 세계에서 가내수공업으로 가장 많이 생산되는 자동소총인 AK-47 같은 경우 아프가니스탄이나 아프리카와 같은 열악한 곳에서 생산된 경우 정품보다 탄걸림이라던지 불량이 나기 쉽다는 문제를 발생시키기 쉽다. 더군다나 각 총기마다 미묘하게 수치가 달라 호환이 안 되어 고장이 나도 수리가 어려워진다는 문제가 발생하기도 한다.
2. 제품의 절대적인 품질 자체도 공장제 기계공업의 그것에 비해 조악하다.
단순한 물건을 소량 생산하는 경우 괜찮지만, 제품의 생산량이나 복잡도가 올라갈수록 일개 개인으로서는 감당하기 힘든 원료·공정·설비 등에 대한 필요가 생겨나기 때문에 공장제 기계공업의 위력에 밀릴 수밖에 없다.
3. 대량생산이 힘들다.
규모의 경제가 실현되는 공장의 대량생산에 비해서 그 생산단위가 지극히 떨어질 수 밖에 없어 많은 양이 필요한 경우에는 지독할 정도로 부적합하다.
4. 가격이 비싸다.[2]
가내수공업의 생산비용이 저렴하다는 것은 대규모 공장과 같은 막대한 초기 투자 비용 및 유지비용이 들어가지 않기 때문인데, 생산 규모가 설비비 및 유지비등을 충분히 감당할 수 있을 정도로 큰 경우에는 규모의 경제를 실현 가능한 대규모 공장제 기계공업의 생산비용이 훨씬 저렴해진다. 생산 비용 문제는 가내수공업의 장단점 모두에서 거론되고 있지만, 대부분의 사람들이 일상적으로 사용하는 대부분의 물품에서 생산 비용 문제는 가내수공업의 단점으로 기능한다. 당장 옷이나 신발, 각종 생활잡화나 일용품등의 가격이 폭발적으로 저렴해지고, 이를 통해 대부분의 사회 구성원들이 이전 시대보다 훨씬 풍족한 생활을 누릴 수 있게 된 것은 산업혁명으로 대량생산이 가능해진 이후의 시대이다. 옷을 예로 들어본다면 경제적으로 어지간한 수준에 오른 현대 국가에서는 청소년의 용돈으로도 취향에 맞는 옷을 골라 살 수 있지만 산업화 이전 전근대에는 옷이란 일년에 한두번 명절에 새로 한 벌 지어주면 아껴가면서 몇년씩 입고 동생에게 물려줘야 하는 것이었다.
가내수공업과 공장공업의 차이를 더욱 일목요연하게 비교할 수 있는 다른 예로 프라모델이 있다. 흔히 레진 킷은 금형을 이용해 찍어낸 일반 프라모델보다 싸다고 하지만, 실제 제품을 비교해보면 레진 킷 제품 하나를 구입할 가격이면 비슷한 크기와 디테일의 일반 프라모델 십여개~수십개를 살 수 있을 정도로 비싼 경우가 대부분이다. 하지만 왜 레진 킷을 싸다고 하느냐 하면, 애초에 레진 킷으로 만드는 제품들은 대부분 대규모 수요를 기대하기 힘든 마이너한 제품들이기 때문이다. 소수의 구매자들이 생산비용을 감당해야 하는 상황이라면 초기 투자비용이 높은 금형보다 비교적 낮은 레진 킷이 각 구매자 단위로 부담해야 하는 비용이 낮아지는 것. 하지만 대규모 수요를 기대할 수 있는 상품이라면 찍어낼수록 싸지는 공장제 대량 생산의 특성상 계산법이 전혀 달라지게 된다. 결국 가내 수공업과 공장제 기계공업간에는 서로 가격 우위를 가지는 영역이 다른 것